# Castelo de Jordan (Wellow)
O Castelo de Jordan é uma antiga mansão fortificada e possível castelo circular, localizado perto de Wellow, Nottinghamshire, na Inglaterra.
Uma propriedade originalmente da família Foliot. Jordan Foliot recebeu licença para fortificar a sua mansão em 1264.